# Sammlung Damokles
Die Sammlung Damokles ist eine deutschsprachige Buchreihe zu Chansons und Liedern aus verschiedenen romanischen Sprachen. Sie erschien von 1963 bis 1969 im Damokles-Verlag in Ahrensburg/Holstein. Einen Schwerpunkt der Reihe bilden Lieder des Protestes und des Widerstandes. Die Liedtexte wurden auch ins Deutsche übertragen, darunter von Gerd Semmer. Es wurden verschiedene Schallplatten mit den eingespielten Liedern dazu veröffentlicht. Bei einigen Bänden wurde zudem auch Paris als Erscheinungsort angegeben. Neben Bänden zu den Chansons und Liedern enthält die Reihe als 8. Band auch ein monographisches Werk zur Herkunft, Entwicklung, Interpretation des Chansons des Journalisten und Filmregisseurs Felix Schmidt. Insgesamt umfasst die Reihe 9 Bände.

## Bände
- 1 Georges Brassens: Texte. Teil: [1]. / Übertragen von Gerd Semmer. Zeichnungen von Gralf-Edzard Habben. Ausgewählt von René Fallet. 1963
- 2 Aristide Bruant: Chansons. Teil: 1. 1965
- 3 Georges Brassens: Texte. Teil: 2. / Übertr. von Martin Remané. Mit e. Vorw. von Alphonse Bonnafé u. Zeichn. von Gralf-Edzard Habben. 1965
- 4 Pueblo que canta. Lieder aus den neuem spanischen Widerstand / Canti della nuova resistenza spagnola (span. u. deutsch) . Übertragen von Gerd Semmer. Liberovici, Sergio und Michele L. Straniero. 1965
- 5 Aristide Bruant: Chansons. Teil: 2. Mit e. Essay von Kurt Tucholsky. 1966
- 6 Napoli canta = Neapel singt  (italien. u. dt.). Franz Becher. [Zeichn. von H. C. Andersen] 1966
- 7 Jacques Brel: Poèmes und chansons. [Aus d. Franz. übertr. u. mit e. Vorw. von Heinz Riedel. Linolschnitte von Irmgard Kaiser]
- 8 Das Chanson: [Herkunft, Entwicklung, Interpretation]. Felix Schmidt. 1968
- 9 Georges Brassens: Texte. Teil: 3. / Übertr. u. mit e. Vorw. versehen von Nino Erné. 1969